# Episodi de I forti di Forte Coraggio (prima stagione)
La prima stagione della serie televisiva I forti di Forte Coraggio è stata trasmessa in anteprima negli Stati Uniti d'America dalla ABC tra il 14 settembre 1965 e il 10 maggio 1966.
| nº | Titolo originale                             | Titolo italiano | Prima TV USA      | Prima TV Italia |
| -- | -------------------------------------------- | --------------- | ----------------- | --------------- |
| 1  | Scourge of the West                          |                 | 14 settembre 1965 |                 |
| 2  | Don't Look Now, One of Our Cannon Is Missing |                 | 21 settembre 1965 |                 |
| 3  | The Phantom Major                            |                 | 28 settembre 1965 |                 |
| 4  | Corporal Agarn's Farewell to the Troops      |                 | 5 ottobre 1965    |                 |
| 5  | The Return of Bald Eagle                     |                 | 12 ottobre 1965   |                 |
| 6  | Dirge for the Scourge                        |                 | 19 ottobre 1965   |                 |
| 7  | The Girl from Philadelphia                   |                 | 26 ottobre 1965   |                 |
| 8  | Old Ironpants                                |                 | 2 novembre 1965   |                 |
| 9  | Me Heap Big Injun                            |                 | 9 novembre 1965   |                 |
| 10 | She's Only a Build in a Girdled Cage         |                 | 16 novembre 1965  |                 |
| 11 | A Gift from the Chief                        |                 | 23 novembre 1965  |                 |
| 12 | Honest Injun                                 |                 | 30 novembre 1965  |                 |
| 13 | O'Rourke vs. O'Reilly                        |                 | 7 dicembre 1965   |                 |
| 14 | The 86 Proof Spring                          |                 | 14 dicembre 1965  |                 |
| 15 | Here Comes the Tribe                         |                 | 21 dicembre 1965  |                 |
| 16 | Iron Horse Go Home                           |                 | 28 dicembre 1965  |                 |
| 17 | Our Hero, What's His Name?                   |                 | 4 gennaio 1966    |                 |
| 18 | Wrongo Starr and the Lady in Black           |                 | 11 gennaio 1966   |                 |
| 19 | El Diablo                                    |                 | 18 gennaio 1966   |                 |
| 20 | Go for Broke                                 |                 | 25 gennaio 1966   |                 |
| 21 | The New I.G.                                 |                 | 8 febbraio 1966   |                 |
| 22 | Spy, Counterspy, Counter Counterspy          |                 | 15 febbraio 1966  |                 |
| 23 | The Courtship of Wrangler Jane               |                 | 22 febbraio 1966  |                 |
| 24 | Play, Gypsy, Play                            |                 | 1º marzo 1966     |                 |
| 25 | Reunion for O'Rourke                         |                 | 8 marzo 1966      |                 |
| 26 | Captain Parmenter, One Man Army              |                 | 15 marzo 1966     |                 |
| 27 | Don't Ever Speak to Me Again                 |                 | 22 marzo 1966     |                 |
| 28 | Too Many Cooks Spoil the Troop               |                 | 29 marzo 1966     |                 |
| 29 | Indian Fever                                 |                 | 5 aprile 1966     |                 |
| 30 | Johnny Eagle Eye                             |                 | 12 aprile 1966    |                 |
| 31 | A Fort's Best Friend Is Not a Mother         |                 | 19 aprile 1966    |                 |
| 32 | Lieutenant O'Rourke, Front and Center        |                 | 26 aprile 1966    |                 |
| 33 | The Day the Indians Won                      |                 | 3 maggio 1966     |                 |
| 34 | Will the Real Captain Try to Stand Up        |                 | 10 maggio 1966    |                 |